# 全国子宮頸がんワクチン被害者連絡会
全国子宮頸がんワクチン被害者連絡会（ぜんこくしきゅうけいがんわくちんひがいしゃれんらくかい）とは、子宮頸がんワクチンとかつて呼ばれていたHPVワクチン被害者の救済を目的に会員同士の情報共有や国と企業への原因究明と治療法の確立と診療体制等を求め、症例や実態などを周知するため、2013年3月25日に設立された副反応被害者や家族の団体である。
代表は松藤美香、副代表は山田真美子、事務局長は日野市議会議員・新型コロナウイルスを考える会事務局長である池田利恵が務める。

## 活動
国にHPVワクチンの副反応患者の救済などを求めている。2017年12月現在、神奈川・埼玉・群馬・千葉・北海道・愛知・大阪・鹿児島・茨城・福岡・岐阜・山梨・静岡・栃木の支部が会のサイトに掲載されている。2017年11月現在の会員数は603人。
厚労省による、ワクチンと重大な有害事象との間の因果関係を認めないとする判断を批判している。厚労省研究班の「牛田班」（牛田享宏・愛知医科大学学際的痛みセンター教授代表）が、「軽い運動や考え方の癖を前向きに変える認知行動療法によって7割の被害者部症状の回復または改善をみた」と発表したことに対して、 「牛田班の治療で回復したという報告は、ただの1件もない 」「副反応被害の原因が心身の反応や機能性身体症状という前提で研究している」など不信感を募らせている。
患者団体の「全国子宮頸がんワクチン被害者連絡会愛知支部」が名古屋市に調査を要望し、衆議院議員時代に薬害問題に取り組んだ河村たかし市長が2015年に名古屋市立大学医学部公衆衛生学分野の鈴木貞夫教授に依頼したことにより、ワクチンの安全性に関して調べた接種者と非接種者のアンケートによる大規模な疫学調査が行われた。その「名古屋スタディ」について、因果関係を示すオッズ比が極めて低い結果となった。これに対し、これは非接種群の病者除外バイアスと年齢補正過剰のためにすぎず、接種者に副反応は多く出ていると反論している。
被害者連絡会の会員たちの間では、免疫吸着療法を受けるために鹿児島まで足を運ぶ会員も少なくない。厚労省に対しては免疫吸着療法に関する成果を公表するように要求している。また厚生労働省への法的責任の確認や、国内での疫学調査の実施を請求している。

## 年表
- 2013年（平成25年）3月25日 - 設立。
- 2015年（平成27年）3月31日 -「HPVワクチン（子宮頸がんワクチン）被害問題全面解決要求書」を国と企業に提出[9][10]
- 2016年（平成28年）
  - 7月27日 - 63名の被害者が国及び製薬会社（グラクソ・スミスクライン（GSK）、MSD株式会社）に対して、HPVワクチン損害賠償請求訴訟を東京・名古屋・大阪・福岡の地方裁判所に提訴[11][12]。
  - 12月14日 - 第2次全国一斉提訴。東京・名古屋・大阪・福岡の地方裁判所に計57名が提訴し、原告総数は119名となる[13]。
- 2017年（平成29年）
  - 5月18日 - 名古屋訴訟第3次提訴。名古屋の地方裁判所に6名が提訴し、全国原告総数は125名となる[14]。
  - 8月16日 - 同日付で産業経済新聞6月11日一面トップ記事「子宮頸がん高まるリスク」という記事についての質問書を産業経済新聞社社長宛に送付[15]。
  - 10月12日 -『HPVワクチン痛み研究班発表内容の捏造および虚偽記載についての調査・検証と資料訂正に関する要求』を厚生労働大臣に提出[16]。
- 2019年（令和元年）7月31日 - 東京・大阪3次提訴。東京・大阪の地方裁判所に計12名が提訴し、全国原告総数は132名となる[17]。HPVワクチン東京訴訟支援ネットワーク代表は江戸川大学教授・薬害オンブズパースン会議の隈本邦彦が務める[18]。
- 2023年（令和5年）6月 - 4地裁の原告総数は追加提訴のあった2019年7月の132人から、2023年5月24日時点で117人に減少したことを弁護団が明らかにした[19]。内訳はMSD社（ガーダシル）25人、GSK社（サーバリックス）92人と鈴木エイトが明らかにしている[20]。